# Doug Currie
Pour les articles homonymes, voir Currie.
Douglas W. Currie, né le 25 juin 1961 à Charlottetown à l'Île-du-Prince-Édouard, est un homme politique canadien.
Il représente la circonscription de Charlottetown-Parkdale à l'Assemblée législative de l'Île-du-Prince-Édouard de l'élection générale du 28 mai 2007 jusqu'à sa démission le 19 octobre 2017.

## Biographie
Le 22 janvier 2021, Doug Currie est choisi sans opposition en tant que candidat pour le Parti conservateur du Canada dans la circonscription fédérale de Charlottetown.